# Schloss Schönjohnsdorf

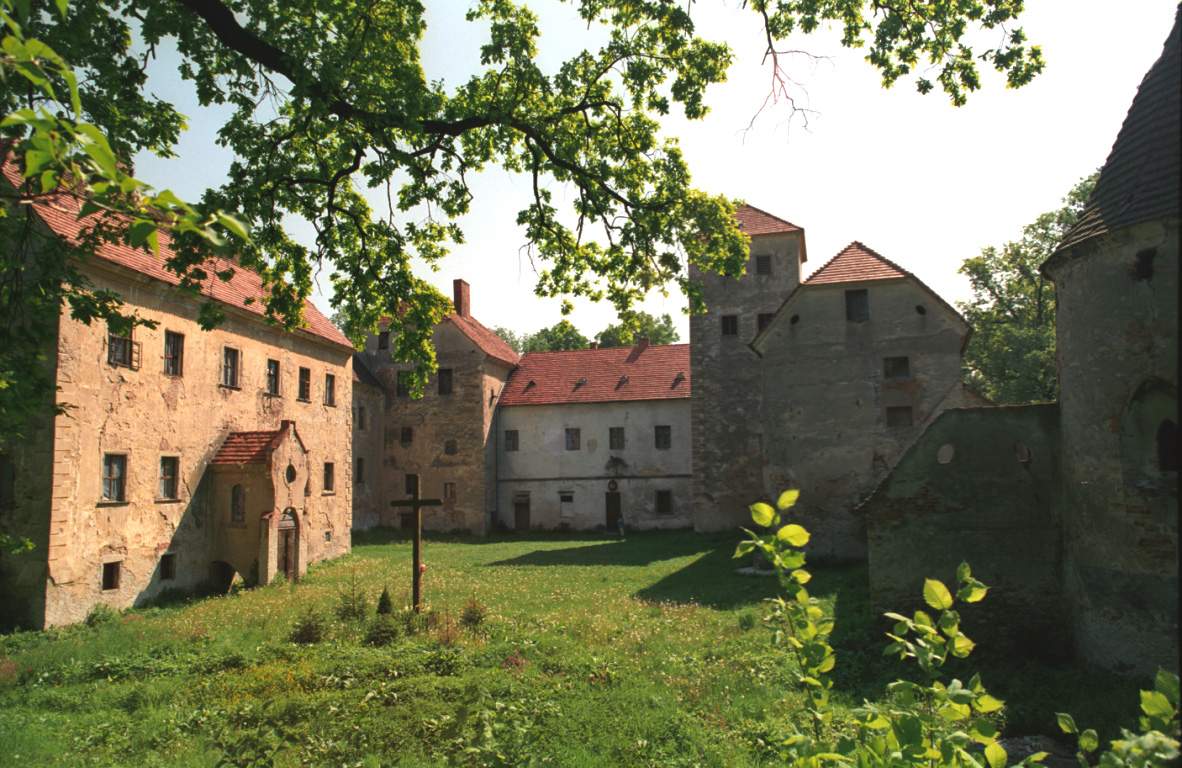
Schloss Schönjohnsdorf

Das Schloss Schönjohnsdorf (polnisch Zamek w Witostowicach) ist ein Schloss in Witostowice (Schönjohnsdorf) in der Woiwodschaft Niederschlesien in Polen.
Im Mittelalter entstand am Ort eine 1361 belegte Wasserburg. Diese wurde im 16. Jahrhundert als befestigtes Schloss ausgebaut, vermutlich unter den von Zierotin. Baumeister war Giovanni Bernardo. Dabei wurden vorgelagerte Bastionen angelegt, die noch heute zu erkennen sind.
Der Rundturm in der südwestlichen Ecke und der Halbrundturm an der nordwestlichen Ecke des Schlosses gehören zu den ältesten bis heute erhaltenen Teilen der Anlage.